# Lợn rừng Thái Lan

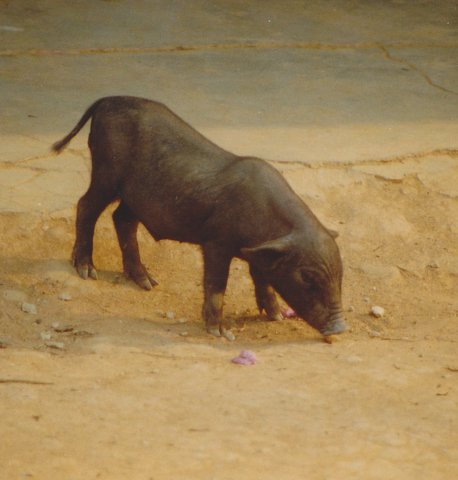
Một con lợn rừng

Lợn rừng Thái Lan (Danh pháp khoa học: Sus scrofa jubatus) là phân loài lợn rừng thuộc nhóm lợn rừng Ấn Độ phân bố tại miền Nam Thái Lan ở Eo đất Kra. Theo S.S Miler (1906) thì lợn rừng tại Thái Lan là phân loài Sus scrofa jubatus, trích lại bởi Kvisna Keo Sua Um và Phira Krai Xeng Xri, 2005, phân loài này cũng có tại Malaysia.
Hiện nay, tại Thái Lan hầu như tất cả các vườn quốc gia của họ đều có lợn rừng như: Chea Son National Park, Chaloem Phrakiat Thai Prachan National Park, Doi Chong National Park, Doi Inthanon National Park, Doi Luang National Park, Doi Phu Nang National Park, Doi Suthep-Pui National Park, Erawan National Park, Kaeng Chet Khwae National Park.

## Đặc điểm

### Ngoại hình
Lợn rừng Thái Lan có thân hình thon, mình mỏng, dáng cao, mặt nhọn hình tam giác, mõm dài, tai dựng đứng, nhỏ, mắt lồi trông dữ tợn, ở má có vệt lông màu trắng chạy vắt qua mũi. Mũi của lợn rừng Thái Lan rất thính, linh hoạt, mềm nhưng rất khỏe, chúng thường dùng mũi để đào bới, tìm thức ăn. Con đực có 4 nanh dài chĩa ra ngoài là phương tiện để kiếm thức ăn và là vũ khí thể hiện sức mạnh của chúng. Lông lợn rừng dài, cứng, màu lông nâu hoặc đen. Thường lỗ chân lông thành búi lông, mỗi búi có 3 gốc lông nhưng mỗi lỗ có một lông. Lông bờm màu đen đậm, mọc từ gáy dọc theo sống lưng cho đến mông. lợn rừng Thái có tai to, nằm ngang, mặt ngắn, gãy, thân tròn, mông nở, chân ngắn, móng chân choãi.
Con cái trưởng thành nặng 90 – 100 kg, con đực nặng từ 100 – 120 kg. Đuôi chúng nhỏ, ngắn, chỉ dài đến khoeo chân. Chân lợn rừng nhỏ thon, móng nhọn. Vai cao hơn hông. Lợn rừng cái có 2 dãy vú, mỗi dãy 5 núm vú, da rất dày. lợn con có bộ lông giống trái dưa gang (vệt lông màu trắng chạy dọc thân trên nền da màu đen hoặc nâu). Lợn mới đẻ ra đều có sọc dưa đó là các sọc vàng đến nâu trên nền lông sẫm hơn (nâu – đen), kéo dài từ vai tới mông và thường có 6 sọc. Khi lợn trên 2 tháng tuổi, các vệt sọc này không còn nữa, xuất hiện đám lông bạc vùng mắt và dưới yết hầu, lông bờm đã xuất hiện, lông toàn thân đã trở nên màu hung mốc. Các sọc này sẽ phai dần và khoảng đến 3-4 tháng tuổi sẽ mất hẳn. Lợn hậu bị đã có vạt lông bạc trắng trên má, lông sống lưng từ cổ vai đến giữa lưng có màu đậm hơn, đoạn chân liền với móng có màu đen.
Tại Thái Lan có 2 giống lợn rừng: nhóm giống mặt dài và nhóm mặt ngắn Lợn rừng mặt dài thì có tai to hơn, nằm ngang, mặt ngắn, gãy, thân tròn, mông nở, chân ngắn, móng chân choãi và mang một vài đặc điểm như thân to, tròn, tai ngang. Lợn mặt ngắn có đặc điểm là to con, màu đen, thân tròn, đẻ nhiều con. Loại này tương đối giống với con lai giữa lợn rừng Việt Nam hoặc lợn rừng Thái lai với các giống lợn đen ở vùng cao. Khi giao phối lợn rừng mặt dài và mặt ngắn, và sáu con đã đẻ ra, 3 trong đó là màu đen, và 3 là sọc dưa. Cho nên lợn Thái Lan mặt ngắn không phải là lợn rừng mà là là con của lợn rừng Thái với các giống lợn đen vùng núi Thái Lan. Lợn rừng Thái Lan trưởng thành ngoài các đặc điểm của lợn hậu bị, còn có các đặc điểm khá nổi bật là thân hình mảnh mai, chân cao, lông bờm dài, màu lông vàng – xám, lưng phẳng, bụng không sệ, tai bé, thẳng, mặt dài, mõm nhọn. Lợn già còn có răng nanh to. Lợn đực giống thì có dương vật bé, cà không to như các giống lợn trắng công nghiệp.

### Sinh sản
Tỷ lệ sinh sản cao: 2, 5 lứa đẻ/năm, từ 5 -10 con/ lứa. Lợn rừng Thái Lan 7 - 8 tháng tuổi có thể trọng từ 40 – 60 kg với lợn cái có thể cho phối giống Thời gian mang thai giống lợn nhà (khoảng 114 ngày). Thời gian đẻ từ con đầu đến con cuối thì mất khoảng 2 – 4 giờ. Quá trình đẻ diễn ra theo tự nhiên, không cần sự giúp đỡ hoặc can thiệp của con người. Lợn rừng đẻ 2-2, 5 lứa/ năm, lứa đầu (con so) đẻ 3 – năm con, lứa rạ đẻ nhiều hơn (7 – 12 con). Lợn rừng sơ sinh có tầm vóc nhỏ, khối lượng bình quân 0,5 – 0,9 kg/con. Lợn 1-2 tháng tuổi: 5 – 10 kg, 3 - 4 tháng tuổi: 15 kg-20 kg, 8-12 tháng: 60 – 70 kg, khi trưởng thành: trên 100 kg. Số lợn sơ sinh từ 6-10 con/ổ. có nhiều con hung dữ, đẻ ở bụi rậm, hoặc tự làm chuồng.

## Tập tính

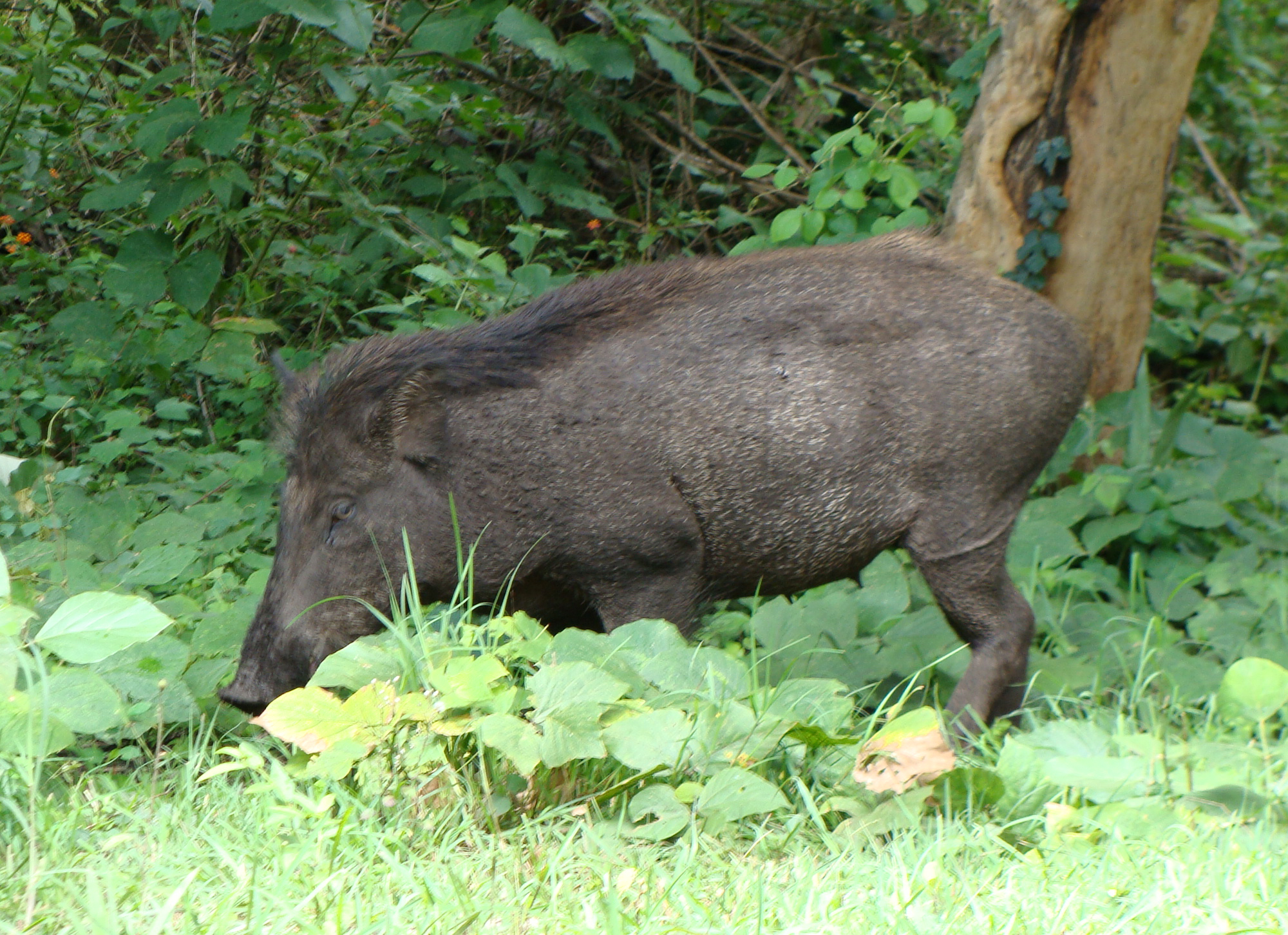
Một con lợn rừng đang đi kiếm ăn

Lợn rừng Thái Lan thường sống theo bầy đàn đông đến 50 con, sống dựa vào nhau để đảm bảo an toàn. Đây là loại lợn rừng khá hiền lành. Vì lợn rừng không chịu nắng nóng nên thường thích kiếm ăn về đêm, thích ngâm mình dưới bùn để thải nhiệt, đuổi côn trùng, ký sinh trùng trên da. Lợn rừng Thái Lan có khả năng thích ứng và đề kháng tốt với khí hậu nóng ẩm, ít bệnh tật, dễ thích ứng với điều kiện nuôi dưỡng và chăm sóc.
Lợn rừng Thái Lan là loài ăn tạp, dạ dày đơn, hệ thống tiêu hóa của động vật hoang dã nên có khả năng lợi dụng thức ăn tốt, tiêu tốn thức ăn vì phải cho ăn thêm trên một kg tăng trọng chỉ bằng 1/5 so với lợn nhà. Lợn rừng trong điều kiện hoang dã còn ăn cả côn trùng, giun, xác động vật chết hoặc bất kỳ thứ gì trong môi trường tự nhiên mà nó kiếm được. Ở Thái Lan, người ta hay lấy lá keo dậu tươi cho lợn rừng ăn vì cho rằng, lá keo dậu còn giúp lợn rừng tẩy được giun, sán. Nhiều người vẫn vớt bèo tây lên cho chúng ăn sống. Ngoài ra, các loại rau, cỏ, củ, quả, ngô, đậu, khoai, sắn... đều là thức ăn tốt cho lợn rừng.
Chúng là giống vật du cư sống theo bầy đàn cùng bộ lông sọc vằn màu xám nâu đặc trưng. Khi trưởng thành, những con đực tách bầy nhưng vẫn đi lẩn khuất, lầm lũi song song với bầy để bảo vệ. Vì sự tách bầy độc hành này chúng được là lục chiếc hay độc chiếc, theo Hán nghĩa, lục có nghĩa là chai sạn, chiếc có nghĩa là duy nhất. Heo lục chiếc thường mài nanh vào thân cây gỗ dầu chai. Để khi thân dầu chai tiết ra chất nhựa, heo lăn bộ lông cứng vào chất dẻo đó còn gọi là heo lăn chai. Khi nhựa dầu khô, bộ lông heo trở thành một thứ giáp cứng, để bảo vệ mình. Heo cái chỉ lo dẫn dắt heo con kiếm ăn, không quan tâm đến kẻ thù vì đã có heo lục chiếc bảo vệ từ xa.
Heo lục chiếc có bộ dáng mông thấp, đầu to. Chiếc đầu quá khổ có cặp nanh cứng và sắc luôn dựng ngược lên chờ đối thủ. Khi đối diện với một con heo lục chiếc trưởng thành, con hổ đôi khi thường cụp đuôi chạy thẳng sau một trận tử chiến. Với cặp nanh chĩa ngược kỳ quái và độ lì đòn kinh dị, heo lục chiếc thường hung hãn tấn công bất ngờ bất kỳ con vật nào ngay khi vừa giáp mặt. Khi đã chiến đấu thì nó không bao giờ bỏ chạy trước bất kỳ đối thủ nào, chiến đấu đến chết. Thợ săn rừng khi gặp heo lục chiếc thường trèo nhanh lên cây rồi mới tìm cách bắn hạ. Nếu chậm chân, hiếm khi toàn mạng sau cú tấn công dũng mãnh đầu tiên của con heo hiếu chiến, lì lợm. Thợ rừng chuyên nghiệp không sợ cọp, beo mà chỉ sợ bất chợt đụng phải heo rừng một mình, độc hành lục chiếc.

## Lai giống

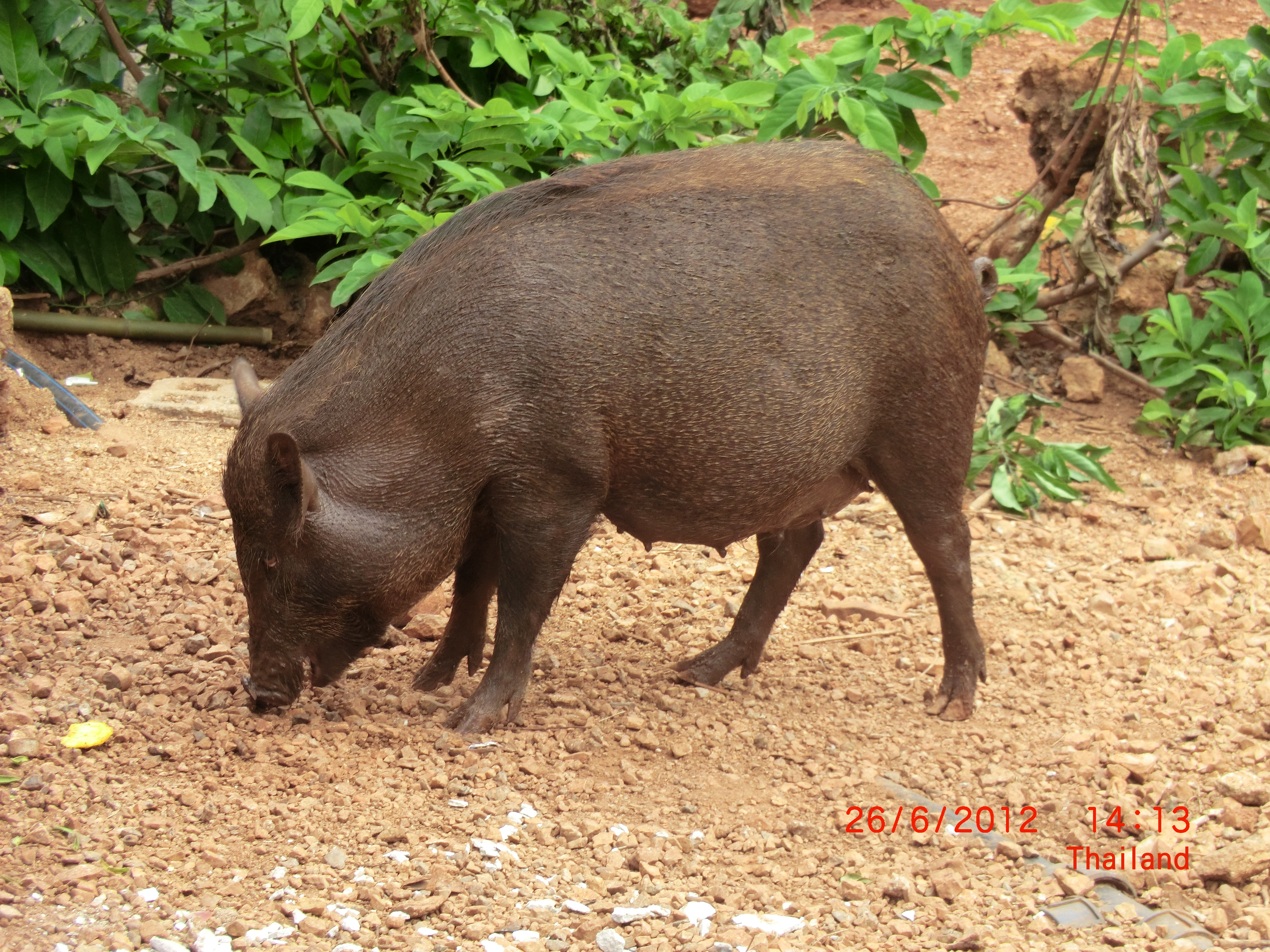
Một con lợn rừng ở Thái Lan

Lợn rừng Thái Lan lai nuôi lấy thịt được lấy giống từ quá trình lai tạo giữa lợn cái rừng Việt Nam với lợn đực rừng Thái Lan. Lợn rừng lai này dễ nuôi, có khả năng thích nghi với địa thế vùng đồi thấp, giống lợn này có nhiều ưu điểm hơn so với các giống lợn rừng thuần như số con sinh ra nhiều gấp 1,5 lần, tỷ lệ nuôi sống đến khi xuất chuồng đạt trên 90%. Mỗi năm lợn nái đẻ 2 lứa/con nái và mỗi lứa đẻ 6-7 con. Lợn thương phẩm được xuất chuồng sau 6 tháng, trọng lượng trung bình đạt khoảng 20 kg/con. Thịt lợn rừng lai có tỷ lệ nạc cao, chỉ có một lớp mỡ mỏng ngay dưới lớp bì, bì lợn giòn thơm.
Con lai F2 giữa lợn rừng Việt Nam và Thái Lan có khả năng sinh trưởng phát triển tốt, đã khắc phục được một số nhược điểm như: hung dữ, thịt khô, cứng, đẻ ít ở lợn rừng Việt và tỷ lệ mỡ cao ở lợn rừng Thái và có những đặc điểm nổi trội so với giống lợn rừng thuần, chất lượng thịt vẫn giữ được đặc thù của thịt lợn rừng nên đáp ứng được thị hiếu người tiêu dùng, vì vậy đã mang lại hiệu quả kinh tế cao cho người chăn nuôi. Lợn rừng lai có trọng lượng lớn, giá thành thịt cao hơn vì vậy hiệu quả kinh tế cao gấp 1,5 lần so với lợn rừng thuần.

## Trong văn hóa
Trong văn hóa, lợn rừng Thái Lan cũng được phản ánh, ở Thái Lan, nanh heo rừng là một trong những sản vật quý mang tính tâm linh. Người Thái Lan gọi nanh heo rừng là Sukhoi ni Sunhk nhưng nanh heo quý thì gọi là Mụ Kheo. Mụ Kheo là những chiếc nanh của heo lục chiếc, còn gọi là heo lăn chai được các pháp sư ếm bùa vào. Theo tín ngưỡng phương Đông, nanh heo lục chiếc có công năng đem lại may mắn trong kinh doanh cho người đeo.
Thời chiến tranh Đông Dương, nhiều người lính lùng tìm những chiếc nanh heo Mụ Kheo đeo trên cổ để đạn không xâm phạm. Họ tin rằng, ai đeo nanh heo Mụ Kheo, đạn bắn không trúng. Nhiều doanh nhân vẫn tin rằng, những chiếc nanh Mụ Kheo luôn đem lại những khoản hợp đồng kinh tế có lợi cho họ. Có Vòng tay nanh heo huyền thoại Ray A Mar hoặc Lay Mar của Khay Tha là tên một cao tăng nào đó tu luyện phép ở một đỉnh núi hiểm trở